# Andújar
Andújar este un oraș din Spania, situat în provincia Jaen din comunitatea autonomă Andaluzia. Are o populație de 38.662 de locuitori.
1. ↑  Nomenclátor Geográfico de Municipios y Entidades de Población (20240402 edition)